# Isola Kil'din
L'isola Kil'din (in russo остров Кильди́н,  ostrov Kil'din) è un'isola russa nel mare di Barents. Amministrativamente fa parte del Kol'skij rajon dell'oblast' di Murmansk, nel Circondario federale nordoccidentale.
Sull'isola ci sono tre villaggi che fanno parte dell'insediamento rurale di Teriberka: Kil'din est (Восточный Кильдин, a sud della punta orientale), Kil'din ovest (Западный Кильдин, a sud della punta occidentale) e Kil'din di sopra (Верхний Кильдин), quest'ultimo si trova a nord di Kil'din ovest. I villaggi sono collegati da una strada.
L'unico ancoraggio possibile dell'isola è nella piccola baia Mogil'naja (Бухта Могильная) a Kil'din est dove si trova uno dei tre fari dell'isola; gli altri sono sulla costa settentrionale e a Kil'din ovest.

## Geografia, flora e fauna
L'isola si trova a 1,5 km dalla costa di Murmansk (Мурманский берег) della penisola di Kola, è separata dal continente dallo stretto di Kil'din. La sua lunghezza è di 17,6 km, ed è larga 7 km; si tratta di un altopiano collinare, che arriva a un'altezza massima di 281 m. Il terreno, composto da arenaria e scisti, scende ripidamente a nord e a ovest, e con ampi terrazzamenti a sud e a est. L'isola ha molti laghi e corsi d'acqua. La vegetazione è quella tipica della tundra.
Il lago Mogil'noe (озеро Могильное; in italiano "sepolcrale"), che si trova alle coordinate 69°19′10.3″N 34°20′54.8″E, è collegato allo stretto di Kil'din da un istmo che lascia filtrare l'acqua di mare. Questo lago salmastro è l'habitat di una specie unica di merluzzo (Gadus morhua kildinensis) che si è adattato ad esso.

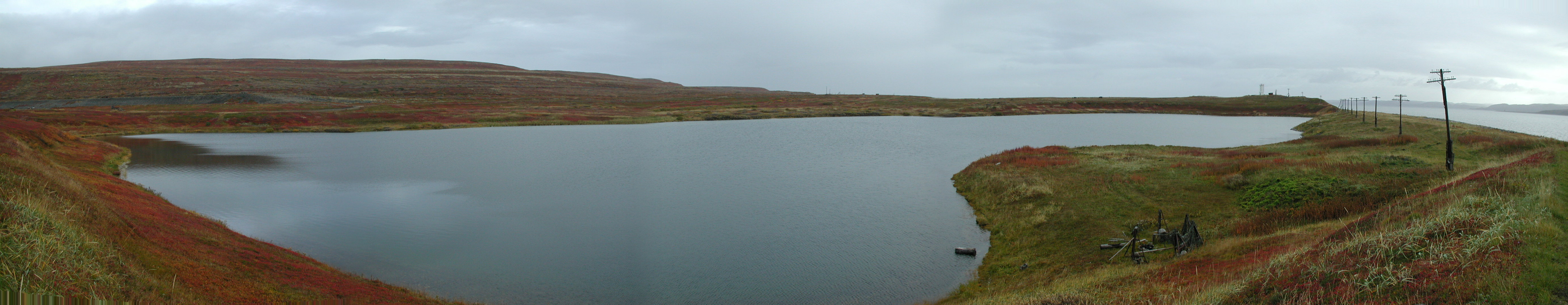
Il lago Mogil'noe